# Чаголіно
Чаголіно (рос. Чаголино) — присілок у Тихвінському районі Ленінградської області Російської Федерації.
Населення становить 1 особу. Належить до муніципального утворення Горське сільське поселення.

## Історія
Населений пункт розташований на історичній Новгородській землі, знищеній Московським царством у 15 столітті.
Згідно із законом від 1 вересня 2004 року № 52-оз належить до муніципального утворення Горське сільське поселення.

## Населення
| 1879 | 1910 | 1928 | 1958 | 1997 | 2002 | 2007 |
| ---- | ---- | ---- | ---- | ---- | ---- | ---- |
| 69   | ↗129 | ↗132 | ↘32  | ↘1   | →1   | →1   |
| 2010 |      |      |      |      |      |      |
| →1   |      |      |      |      |      |      |